# Erysimum huber-morathii
Erysimum huber-morathii är en korsblommig växtart som beskrevs av Adolf Polatschek. Erysimum huber-morathii ingår i släktet kårlar, och familjen korsblommiga växter. Inga underarter finns listade i Catalogue of Life.